# Јута џез
Јута џез (енгл. Utah Jazz) је амерички кошаркашки клуб из Солт Лејк Сити, Јуте. Џез се такмичи у Националној кошаркашкој асоцијацији (енгл. National Basketball Association), познатијом под акронимом НБА (енгл. NBA), у којој се налази у западној конференцији, северозападној дивизији. Ова франшиза је настала као експанзиони клуб 1974. године и била је позната као Њу Орлеанс џез (име је одавало почаст историји Њу Орлеанса као месту где је настала џез музика). Клуб се 1979. године преместио у Солт Лејк Сити, Јута, док све мечеве где је домаћин одиграва у Вивинт арени почев од 1991. године.
У годинама након њиховог оснивања, џез су били једни од најуспешнијих клубова у лиги. Иако им је било потребно десет сезона да се по први пут квалификују за плеј-офове (1984. године), од тада нису пропустили ни једне плеј-офове све до 2004. године. Током касних 1980-их, Џон Стоктон и Карл Малон су постали водећи играчи ове франшизе и заједно су били један од најбољих парова играча у историји НБА. Вођени тренером Џеријем Слоуном, који је ту улогу преузео Френку Лејдену 1988. године, они су постали једни од најуспешнијих тимова 1990-их, док се врхунац тога приметио њиховим узастопним појављивањем у НБА финалима 1997. и 1998. године, у којима су оба пута изгубили против Чикаго булса, које је предводио Мајкл Џордан.
Стоктон и Малон напуштају џез 2003. године. Након што пропуштају плеј-офове три узастопне сезоне, џез ставља акценат на Дерон Вилијамсово вођство на терену. Ипак, клуб наилази на проблеме са реформирањем током 2010–11 сезоне након Слоуновог пензионисања и Вилијамсовог одласка у Њу Џерси нетсе. Квин Снајдер је у јуну 2014. године изабран за новог тренера. Како су касније Донован Мичел и Руди Гобер узнапредовали до ол-стар нивоа, џез је од тада поново у конкуренцији за титулу.

## Историја франшизе
Национална кошаркашка асоцијација (НБА) је Њу Орлеанс џез у своју лигу увела као експанзиону франшизу 7. јуна 1974. године. Клуб је ово име изабрао због дефиниције речи у речнику: колективна импровизација. Тим је своју инаугуралну сезону започео у Њу Орлеансу 1974–75 сезоне. Прва велика одлука тима је да у размени са Атланта хоксима за своја два избора у првој, три избора у другој и један избор у трећој рунди драфта у свој тим доведу Пита Маравића под уговором од три године. Иако је он сматран за једног од забавнијих играча у лиги, и иако је у 1976–77 сезони имао чак 31.3 поена по утакмици, џезов најбољи резултат у Њу Орлеансу је био само 39–43 у 1977–78 сезони. Маравић је од те сезоне такође имао проблема са повредама колена.
Док су и даље били засновани у Њу Орлеансу, џез је имао велики број проблема и са дворанама. Током њихове прве сезоне, они су своје сусрете одржавали у Мунисипал аудиторијуму и Лојола филд хаусу, где је кошаркашки терен био толико уздигнут изнад земље да је НБА асоцијација играча (енгл. National Basketball Players Association, познатија под акронимом НБПА, енгл. NBPA) натерала тим да постави мрежу око терена како играчи не би спали са њега на трибине. Касније, џез се преместио у пространији Луизијана супердоум, али њихова ситуација се није знатно побољшала јер је потражња за овом двораном била врло велика, а такође су истовремено морали да се држе врло неповољних захтева у уговору, док је Маравић и даље константно имао проблеме са коленима. Поврх свега тога, они су сваке године морали да проведу цео месец на путу, гостујући, због Марди Грас фестивала унутар Њу Орлеанса (и Луизијане). Много година касније, оснивач џеза, Сем Батистон, је изјавио да уопште није било планова у случају да се џез икада квалификује у плеј-офове. Насупрот томе, тадашњи менаџер Супердоума, Бил Курл, је касније изјавио да су организатори и менаџмент дворане редовно слали листе менаџменту џеза са потенцијалним плеј-оф датумима, али тврди да никада нису добијали одговор на ова писма.
У њиховој последњој години пребивања у Њу Орлеансу, џез је бивао, још једном, осрамоћен, након што су Лос Анђелес лејкерси изабрали Меџик Џонсона током 1979 НБА драфта. Тај први избор је требао бити џезов, али су га они две године пре тога дали лејкерсима у размени за Гејла Гудрича. Такође, џез је одустао од права на Мозис Малона како би себи вратили један од прва три избора прве рунде, који су изгубили у размени за Гудрича; комбинација Џонсона и Малона, који су касније примљени у Кућу славних, и Гудрича који у Њу Орлеансу има вишегодишњих проблема са повредама, ово чине једну од најлошијих трансакција у историји НБА.

### Премештање у Јуту
Иако нису били претерано компетитивни, џез је имао добре резултате у првих пед година постојања. Ипак, до 1979. године, већ се јављао већи број финансијских проблема у франшизи. Бари Менделсон, извршни потпредседник клуба за већину почетних година, је рекао да је узрок финансијских проблема у једанаестопроцентном порезу на забаву (порез на на карте за биоскопе, представе, концерте, па тако и спортске мечеве), највећем у целој Америци. Он је сматрао да због тога нису могли привући како локалну подршку, тако и локалне инвеститоре.
Одлучивши да је немогуће одржавати џез у Њу Орлеансу, Батистон је одлучио да клуб премести негде другде. Након што је истраживао нова локације, изабрао је Солт Лејк Сити, иако је он имао мање тржиште. Солт Лејк Сити је претходно био дом Јута старсима из Америчке кошаркашке асоцијације (АБА) од 1970, до 1976. године. Старси су били екстремно популарни у граду и чак су освојили своју прву титулу исте године када су се преместили у Лос Анђелес. Ипак, како је финансијкса ситуација клуба била све лошија, лига их је угасила само 16 мечева након почетка 1975–76 сезоне. Иако Солт Лејк Сити уопште није био познат по својој џез култури, клуб је одлучио да задржи своје име јер није било довољно времена до почетка 1979–80 сезоне да лига одобри промену имена. Џез је такође задржао своје боје инспирисане Марди Грасом: зелена, љубичаста и златна. Као резултат премештања, од сва три АБА клуба која су изостављена у АБА–НБА спајању, Јута старси су једини који би касније били замењени од стране неког НБА клуба.

### 1979–1984: Френк лејден ера
Џезова посећеност је мало опала након премештања клуба из Њу Орлеанса у Јутум делом због касног одобрења за премештање (које су добили тек у јуну 1979. године), а такође и делом због лошег маркетинга унутар Солт Лејк Ситија. Менаџмент тима је направио један од првих корака 1979. године тако што је у Јуту довео Адриана Дантлија у замену за Спенсера Хејвуда. Дантли је у просеку имао 24.3 поена по утакмици током 1979–80 сезоне, што је дозволило тиму да отпусти Пита Маравића рано у години. Тим је тешко дошао до резултата од 24 победе и 58 пораза, али је награђен са другим избором на 1980 НБА драфту, у којем су изабрали Дарела Грифита из Луисвила.
У току 1980–81 НБА сезона, џез је имао проблема како финансијских, тако и на терену. Иако су у свом тиму сада имала ол-стар играча, Дантлија, НБА рукија године који је доносио 20 поена по утакмици, Грифита, као и све бољег Рикија Грина, џез на крају сезоне још једном није успео да постигне педесет процената победа, завршавајући са 25 победе и 57 пораза.
Том Нисалке, тренер џеза, је напустио клуб након 8–12 резултата на почетку 1981–82 сезоне, али га је одмах заменио генерални менаџер клуба, Френк Лејден. Његово тренирање није донело побољшања џезу на почетку, доносећи им само 17 победа наспрам 45 нова пораза, завршавајући сезону са укупним резултатом 25–57.
Џез је у 1982 НБА драфту успео да извуче Доминика Вилкинса из Џорџије, док би тим заправо преферирао Џејмса Вордија или Терија Камингса, али су они већ отишли у лејкерсе и клиперсе. Јута је била уверена да ће лејкерси изабрати Вилкинса, што би џезу дало шансу да узму једног од жељених играча (иако су ипак имали већу жељу да доведу Канингса у свој тим јер је раније показивао могућност да игра на више позиција). Ипак, Јута није знала да су лејкерси истраживали о Вордију и Вилкинсу, али су изабрали Вордија јер су сматрали да је Вилкинс превише себичан. Батистон је наставио да има финансијске проблеме, док је сада и Вилкинс јасно изјаснио да не жели да игра у Јути, што доводи до његове размене у Атланту за Џона Друа и Фримена Вилијамса. Ова размена, чак и када се све околности узму у обзир, је поново једна од најнеравноправнијих размена у историји НБА: Вилинс ће касније имати каријеру која га доводи у Кућу славних, док ће Дру и Вилијамс комбиновано одиграти само четири сезоне за Јуту.
Током 1982–83 сезоне, Дантли, играч на којег су се највише ослањали за добијање поена, је пропустио 60 од 82 меча, док је и њихов нови играч, Дру, такође играо у само 44 меча. Грифит је био водећи играч са 22.2 поена по мечу, иза њега Грин са 14.3 поена по мечу и Дени Шајес са 12.4 поена по мечу. Марк Итон, центар висок 2.24 метра, је такође био од помоћи. Тим је сезону завршио са 30–52 резултатом, што, поново, није било довољно за плеј-офове, али је представљао побољшање у односу на прошле године.
У 1983 НБА драфту, џез је свој избор у првој рунди искористио да доведе Турла Бејлија, а избор у трећој рунди да доведе Боба Хансена.
1983–84 сезоне је отпочела са доста несигурности. Клуб је губио новац и менаџмент је радио врло неуобичајене ствари, као одржавање мечева у Томас и Мак центру у Лас Вегасу како би клуб постало профитабилнији. Било је гласина да се клуб ускоро поново премешта јер су играли у најмањем тржишту целе лиге. Ипак, срећа на терену им се побољшала са потпуно здравим Дантлијем, Џеф Вилкинсом и рукијем, Бејлијем. Итон и Рич Кели су због својих предности у величини над осталима били најкориснији испод коша, док је Дру у просеку доносио 17 поена по мечу са клупе. Скупили су 45 победа и 37 пораза, и бивају први у својој дивизији, што је значило да им је ова сезона донела први победнички резултат, а и прву титулу у историји тима.
Џез се квалификовао за плеј-офове у којем су успели да поразе Денвер нагетсе у првој рунди резултатом 3–2. Ипак, иако су имали предност домаћег терена, џез је поражен у другој рунди од стране много искуснијих Финикс санса резултатом 4–2.

### 1984–2003: Стоктон/Малон ера
Џез фанови нису били срећни када је клуб за свој избор у првој рунди изабрао непознатог играча током 1984 НБА драфта, Џона Стоктона, што су присутни џез фанови врло гласно исказали звиждањем.
Марк Итон је током 1984–85 сезоне постао врло поуздан одбрамбени играч са просеком од 5.6 блокова по мечу (што је и даље НБА рекорд за једну сезону), док је истовремено доносио 9.7 поена по мечу и правио 11.3 скока по мечу, за шта је добио НБА награду за најбољег одбрамбеног играча године. Као контраст томе, Џон Дру је одиграо само 19 утакмица у току сезоне. Ипак, џез је успео да се врати у плеј-офове где су им сада противници били Хјустон рокетси са својим ол-стар центар играчима Хакимом Олајџувоном и Ралфом Сампсоном. Џез је успешно завршио ту серију резултатом 3–2, прошавши још једном у другу рунду, где ће сада изгубити од Денвер нагетса резултатом 4–1.
Клубов дугогодишњи финансијски проблем и нестабилност су били донекле решени и стабилизовани током априла 1985. године када је Лари Х. Милер од Батистона купио 50 процената тима за 8 милиона долара. Батистион је у том тренутку тражио нову локацију да премести тим.
Тим је себи додао Карла Малона из Технолошког факултет Луизијане током 1985 НБА драфта. Карл је у 1985–86 сезони оставио врло јак утицај са просеком од 14.9 поена и 8.9 скокова по мечу. Дарел Грифит је, ипак, морао да прескочи сезону јер је добио прелом због премора, тако да џез остатак сезоне не напредује превише, освојивши око половину утакмица, након чега у плеј-офовима губе у првој рунди против Далас маверикса резултатом 3–1.
Пре почетка следеће сезоне, Варв Вулфенсон и Харви Ратнер су желели да купе клуб и планирали су да га преместе у Минеаполис. Лари Милер није желео да прода клуб, али због свог уговора са Батистоном, нови власник би могао да купи цео тим чак и ако би Лари одбио да прода. Понуде за клуб су ишле до 28 милиона долара (џез се само годину дана раније ценио на 16 милиона долара, када је Милер купио половину за 8 милиона), али Милер је у последњем тренутку купио преосталих 50 посто од Балтистона за 14 милиона долара, чиме је успешно задржао тим у Јути. Вулфенсон и Ратнер су касније основали своју франшизу, Минесота тимбервулвсе, који су 1994. године замало били продати и премештени у Њу Орлеанс.
Сезона 1986–87 је била пута промена. Адриан Дантли, најбитнијни члан тима који је био знатно утицајан током почетних година Јуте, сада је послат у Детроит, док џез за узврат добија Келија Трипаку. Дарел Грифит је изгубио своју позицију у првом тиму након што се опоравио од повреда због којих је прескочио целу претходну сезону. Упркос свим овим изменама, тим је на крају сезоне имао 44–38 резултат, али је поражен у мечу против Голден Стејт вориорса у првој рунди плеј-офова.
На почетку 1987–88 сезоне, Стоктон преузима стартну позицију Рикију Грину, док Малон утврђује своју позицију у лиги. Тим је завршио са 47 победа и 35 пораза. У првој рунди плеј-офова успевају да победе Портланд трејлблејзерсе резултатом 3–1, чиме пролазе у другу рунду где ће се суочити са тренутним НБА шампионом, Лос Анђелес лејкерсима. Након што лејкерси добијају први меч на домаћем терену, џез такође успева да победи у Лос Анђелесу, а после добијају предност 2–1 након што их поразе у Солт Лејк Ситију, на домаћем терену. Џез је изгубио четврти и пети меч, али освајају шести меч са убедљивих 28 поена разлике, изједначивши број победа, 3–3, али на крају лејкерси побеђују у седмој утакмици са резултатом 109–98.

#### 1988–1990: Долазак Џерија Слоуна
Током 1988–89 сезоне, Френк Лејден силази се места тренера након првих 17 мечева, и бива замењен Џеријем Слоуном. Џез успешно побеђује у 51 мечу и освајају дивизијску титулу. Малон и Стоктом, као и Марк Итон, су сада водили тим, а такође су били у ол-стар селекцији. Итон је по други пут освојио награду за најбољег одбрамбеног играча године, тако дај је свима изгледало као да су сада спремни да се боре за НБА титулу, поготово после јаког отпора против шампиона претходне сезоне. Ипак, џез је елиминисан у првој рунди плеј-офова од стране Голден Стејт вориорса.
Идуће године, 1989–90, џез је направио неколицину промена. Турл Бејлију је скраћено време на терену због новог рукија, Теодора "Блуа" Едвардса. Резултат је био најбољи у историји тима, завршивши сезону са 55 победа и 27 пораза; други у дивизији одмах иза Сан Антонио спарса (са 56–26 резултатом). Малон је статистички имао своју најбољу каријеру са 31.0 поена и 11.1 скокова по мечу. Стоктон је имао 17.2 поена и 14.5 асистенција по мечу, што је био нови рекорд за његову каријеру, а уједно је био водећи у НБА те сезоне у тим статистикама. У плејофовима, Финикс санси, вођени Томом Џемберсом и Кевином Џонсоном, побеђују џез резултатом 3–2. Јута се поново запитала како може да се покаже врло добро у обичним сезонама, док не прави никакве помаке у плеј-офовима.

#### 1990–1996: Тежак пут ка титули
Џез током 1990–91 сезоне прави још једну размену играча како би побољшали свој тим: Јута себи доводи Џефа Малона из Вашингтон булетса, док Ерик Лекнер и Боб Хансен иду и Сакраменто кингсе, а Первис Елисон прелази из Сакрамента у Вашингтон.
Џез сезону отпочиње 22–15 резултатом, док само у току јануара и фебруара остварују 27 победа и 8 пораза, док најновији додатак, Џеф Малон, осваја 18.6 поена по утакмици, чиме клуб сада има три поуздана играча који редовно доносе поене (Карл Малон, Џеф Малон и Џон Стоктон – заједно доносе 64.8 поена по мечу од 104 поена које цео тим постигне по мечу). Џез сезону завршава са 54–28 резултатом што их поставља одмах иза Сан Антонио спарса са разликом од само једне победе. У плејофовима се сусрећу са Финикс санисма другу узастопну годину. Прву игру џез убедљиво добија у Финиксу са резултатом 129–90, што је представљало како ће се остатак серије одиграти: Јута је елиминисала Финикс са резултатом од 3–1. У следећој рунди плеј-офова, Јута се суочава са шампионом западне дивизије, Портланд трејлблејзерсима, против којих су изгубили са резултатом 4–1.
Предстојећа сезона, 1991–92, ће се показати као најуспешнија у историји тима до тог времена. Џез се премешта и Делта центар, врло модерну дворану која је примала 19,911 људи. Делта центар је значајно побољшање наспрам претходне дворане, Солт пелеса, која је примала нешто преко 12,000 људи, али није имала луксузних смештаја и трговинских објеката. Врло рана размена у години је послала Турла Бејлија у Минесоту, из које добијају Тајрона Корбина.
Џез са 55–27 резултатом постаје шампион дивизије по први пут од 1989. године. Џез је успешно поразио Лос Анђелес клиперсе са 3–2 резултатом, а у другој рунди побеђују Сијетл суперсониксе резултатом 4–1, како би се пласирали у финале западне конференције, где ће их, поново, поразити Портланд трејлблејзерси, резултатом 4–2.
Наредна сезона је, ипак, била релативно лоша за џез, поготово у односу на претходну сезону. Са 47–35 резултатом, завршавају на трећем месту у дивизији. Током ове сезоне, стварало се све више потешкоћа на позицији центра јер Мајк Итон с временом има све више здравствених проблема. У плеј-офовима, џез губи у првој рунди против Сијетла резултатом 3–2, након чега клуб своје проблеме на центру решава тако што доводи Фелтона Спенсера из Минесота у размени за резервног центра, Мајка Брауна. Најбољи тренутак ове сезоне за Јуту је био НБА ол-стар меч, као и сви догађаји који га прате у ол-стар викенду, који се те сезоне одржавао у Солт Лејк Ситију.
Током 1993–94 сезоне, џез размењује Џефа Малона за Џефа Хорнасека из Филаделфија севентисиксерса. Хорнасек је правио добар дуо са Стоктоном, што се показало у бољем резултату од 53 победе и 29 пораза. У првој рунди су победили Сан Антионио спарсе, где је Дејвид Робинсон играо много лошије него што је од њега очекивано: Робинсон је водио сезону са 29.8 поена у просеку, као и са 50 процената успелих шутева на кош; ови бројеви су спали на 20.0 и 41 процената у серији против Јуте. Џез након тога успева да победи Денвер нагетсе резултатом 4–3 у конференцијском полу-финалу. Ипак, они су изгубили у финалу западне конференције у серији против Хјустон рокетса резултатом 4–1.
Сезоне 1994–95 је била она у којој се пуно очекивало од Јуте. Ипак, изгубили су Спенсера само 34 утакмице унутар сезоне због повреде. Упркос томе, џез завршава са 60–22 резултатом, али испада из плеј-офова у првој рунди након меча против Хјустон рокетса.
Грег Остертаг постаје део тима 1995–96 године, када они долазе до конференцијских финала по трећи пут у својој историји, али су поново изгубили у серији против Сијетла.

#### 1996–1998: Долазак до НБА финала
У следеће две сезоне џез успева да искористи своје редовне добре резултате у сезонама. 1996–97 сезоне џез добија најбољи сезонски резултат франшизе (64–18), освајају своју дивизију и завршавају са најбољим резултатом у западној конференцији. Тим је био сачињен од Стоктона, Малона, Хорнасека, као и Брајона Расела и других. Малоун исте сезоне осваја своју прву награду за најкориснијег играча НБА, са својим просеком од 27.4 поена, 9.9 скокова и 4.5 асистенције по мечу.
Џез по први пут долази до НБА финала након што побеђују клиперсе 3–0, лејкерсе 4–1 и рокетсе 4–2. Јута се сада у финалу суочава са Мајкл Џорданом и Чикаго булсима, где губе резултатом 4–2, док су последња два меча у серије одлучена у последњим секундама (са резултатима 90–88 и 90–86).
Између сезоне, џез није правио никакве измене тиму. Како се 1997–98 сезона све више ближила, очекивало се од Јута да поново буде кандидат за титулу. Ипак, Стоктон је добио озбиљну повреду колена пре почетка сезоне, због које је приморан да пропусти првих 18 мечева, од којих џез осваја 11.
17. фебруара 1998. године, на последњи дан када су дозвољене размене играча, џез ствара договор са Орландо меџиком где би за Криса Моргана и Грега Фостера добили центра, Ронија Сеикалија. Ипак, Рони је одбио да се појави у 48 часа од стварања договора (како налажу правила НБА), због чега је договор морао бити поништен, док се играчи џеза поново враћају у Јуту. Рони заправо тврди да је имао велику жељу да игра у Јути уз играче као што су Стоктон и Малон, али да је џез повукао своју понуду за размену након што су од њега чули да неће бити у стању да игра шест до осам недеља (због његове повреде стопала), док џез тврди да он просто није дошао у датом року како би потписао уговор. Након укидања тог договора Орландо Сеикалија шаље у Њу Џерси нетсе где је одиграо укупно 18 мечева током следећих 1,5 сезона, после чега се пензионише из НБА.
Џез је играо знатно боље након Стоктоновог опоравка. Тим је од преостале 64 утакмице победио 51, чиме сезоне завршавају са 62–20 резултатом, чиме поново постају прваци дивизије и добијају предност домаћег терена у плеј-офовима.
Џез у плеј-офовима побеђује Хјустон 3–2 и Сан Антонио 4–1, чиме се пласирају у конференцијско финале трећу узастопну годину. Ветерани из Јуте, Стоктон, Малон и Хорнасек, се боре против ветерана из Лос Анђелеса, Шакила О’Нила, Едија Џоунса, Ник ван Ексела, као и младог Кобија Брајанта. Џез доминира у првој игри, док без претераних проблема побеђује у још три меча, победивши лејкерсе резултатом 4–0 и добивши свој други узастопни пласман у финале НБА.
У финалу НБА 1998. године (поново против Чикаго булса), џез добија први меч на домаћем терену са само три поена разлике, резултатом 88–85. Ипак булси, исто тако узвраћају својом победом у другом мечу, а са лакоћом побеђују у трећем и четвртом мечу (резултатима 96–54 и 86–82) чиме су серију водили 3–1 резултатом. Џез у петом мечу као гостујући тим побеђује резултатом 83–81. Шести (и седми, ако буде био потребан) меч ће бити одигран у Солт Лејк Ситију. Џез је већину шестог меча држао предност, али булси су их полако сустигли, након чега, у последњим секундама меча, Мајкл Џордан успева да Малону украде лопту на последњем џезовом поседству и успешно шутира на кош, победивши меч резултатом 87–86, и завршивши серију резултатом 4–2.

#### 1998–2003: Последње Стоктон/Малон године
Сезону 1998–99 џез завршава са 37–13 резултатом (ова сезона је била скраћена на 50 утакмица) , чиме су били изједначени са спарсима за најобљи резултат у лиги. Победили су Сакраменто кингсе у првој рунди плеј-офова, али у другој рунди су изгубили у серији против Портланд трејлблејзерса. После те сезоне, Хорнасек се пензионисао, док је Хауард Ејзли замењен за Донјел Маршала. У драфту 2000. године су изабрали Дешона Стивенсона, младог играча са доста потенцијала.
Џез ће 2000–01 сезоне имати 53–29 резултат, али су у плеј-офовима предали своју предност од 2–0 Далас мавериксима, те су изгубили резултатом 3–2 у плеј-офовима, што им је такође најбрже испадање из плеј-офова још од 1994–95 сезоне.
Андреј Кириленко игра своју дебитантску сезону 2001–02, док у просеку има 10.7 поена, 4.9 скокова и 1.91 блокова по мечу. Тим је сезону започео споро, али су је завршили са 44 победе и 38 пораза. У првој рунди плеј-офова су поражени од стране Сакраменто кингса резултатом 3–1.
Пре почетка 2002–03 сезоне, Маршал и Расел се премештају у друге тимове. Мет Харпринг је доведен из Филаделфија севентисиксерса након чега заузима почетну позицију са Малоном. Џез се приближавао 50 победа, али су сезону завршили са 47 победа и 35 пораза. Још једном су се срели са Сакраменто кингсима у плеј-офовима и губе против њих резултатом 4–1.
Након те сезоне, дошао је крај ере за Јуту након што се Стоктон пензионисао, док је Малон напустио клуб како би се прикључио Лос Анђелес лејкерсима.

### 2003–2005: Обнова
Без Малона и Стоктона, водећих играча ове франшизе, клубу је фалио темељ када су ушли у 2003–04 сезоне. Неколицина спортских часописа је предвиђала да ће сезону завршити на дну табеле. Џез је на крају сезоне имао 42–40 резултат, чему су допринели претходно потцењени играчи као што су Кириленко, Ража Бел и Карлос Аројо. Прецизније, Кириленко је показао своје умеће како у нападу, тако и у одбрани, чиме је освојио место у ол-стар мечу. Џез је, ипак, пропустио плеј-офове, за које им је требала само још једна победа у сезони, чиме се прекинула двадесетогодишња серија улазака у плеј-офове за Јута џез. Џери Слоун је био на другом месту по броју гласова за награду НБА тренера године, коју је Хаби Браун (тренер Мемфис гризлиса) освојио.
Након те сезоне, клуб у Јуту доводи Карлоса Бузера и Мехмета Окура, док Карлосу Ароји и Гордану Гиричеку продужава уговоре.
Сезона 2004–05 је била пуно повреда: најпре Аројо и Раул Лопез, а касније Бузер и Кириленко, што је већим делом био узрок пада клуба на дно табеле. Сезону су завршили са 26–56 резултатом, најгорим још од 1981–82 сезоне.

### 2005–2010: Вилијамс/Бузер ера
На лето 2005. године, џез је почео да мења свој тим тако што је своја три драфт избора разменио за трећи избор, који су искористили да доведу Дерона Вилијамса. У другим трансакцијама, Ража Бел је напустио клуб како би отишао у Финикс сансе, џез је поново довео Грега Остертага из Сакраменто кингса, док је повређени Раул Лопез послат у Мемфис гризлисе.
2005–06 сезона је за џез била пуно повреда чак и пре него што је отпочела: Бузер је пропустио првих 49 утакмица, док су Гордан Гиричек и Кириленко такође пропустили велики број мечева због својих повреда. Окур и Кириленку су, ипак, константно показивали добру игру и Вилијамс је такође био интегрални део џезове офанзиве. Ипак, власник клуба Лери Милер је показао незадовољство са трудом тима током сезоне, поготово јер су само 3 утакмице пред крај сезоне изгубили шансе за плеј-офове. Сезону завршавају са 41–41 резултатом. Остертаг се пензионисао на крају ове сезоне након што је провео 10 од својих 11 НБА сезона са џезом.
На НБА драфту 2006. године, џез одабира Ронија Врувера у првој рунди, док у другој бирају Диа Брауна и Пола Милсапа. Већи број млађих играча је послат у Голден Стејт вориорсе за Дерека Фишера. Неколицина спортских веб-сајтова је хвалила џезове добре драфт изборе, као и њихове размене у тој години.
Током 2006–07 сезоне, џез се знатно побољшао у односу на претходне сезоне, завршивши са 51–31 резултатом. Бузер је по први пут изабран за ол-стар меч (који је пропустио због мање повреде), док је и њихов центар, Мехмет Окур, такође изабран за ол-стар меч. Дерон Вилијамс је био трећи у лиги по броју асистенција по мечу (9.3 асистенција по мечу, испред њега су били само Стив Неш и Крис Пол).
Клуб је такође саставио добар тим на клупи: од 10 игара које су Бузер и Окур (два водећа играча по поенима у џезу) пропустили, клуб је успео да победи у 8 од њих. Милсап је био компетента замена Бузеру. Иако је џез, статистички гледано, постао бољи, Кириленко је видео значајан пад у својим статистикама и изгледало је као да је имао проблема са адаптирањем на нову, мање значајну улогу у тиму, што је довело до његових емотивних проблема на почетку прве рунде у плеј-офовима.
Џез се суочио са Хјустон рокетсима у првој рунди. То је била врло физичка и "лична" серија за оба тима, где је сваки од првих шест мечева победио домаћин, где ће у седмом и пресудном мечу џез победити у Хјустону резултатом 103–99. Џез ће се у другој рунди суочити са Голден Стејт вориорсима, које успевају да добију релативно лако са 4–1 резултатом. Џез касније губи у конференцијским финалима против искуснијих Сан Антонио спарса, резултатом 4–1. Спурси ће исте на крају те сезоне постати НБА прваци.
Пре почетка следеће сезоне, Кириленко је руском националном тиму помогао у освајању Европског првенства у кошарци 2007. године, турнира у којем је именован за најзначијнег играча. Након тога, Кириленко је на блогу поставио своју жељу да оде из џеза, и да би радо хтео да прекине свој уговор. Ипак, никаква размена није направљена и он је остао члан клуба.
Током 2007–08 сезоне, након размене која је послала Гордана Гиричека у Филаделфија севентисиксерсе у замену за Кајла Корвера, џез је изједначио рекорд са 19 узастопних победа на домаћем терену. Иако је Кириленко изнео своју жељу о напуштању клуба, он је у односу на прошлу сезону поправио све своје статистике. Бузер је поново ушао и ол-стар селекцију, док Вилијамс наставља да побољшава своју игру. Џез сезону завршава на петом месту у западној конференцији са 54–28 резултатом. Џез је успео да распрода 46 од 47 мечева у Солт Лејк Ситију.
Џез је у првој рунди плеј-офова играо против Хјустон рокетса. Џез осваја прва два меча у серији, али губе прву игру у Солт Лејк Ситију. Након што су оба тима победила у још по једном мечу, џез осваја шесту и последњу игру 113–91 резултатом, те они пролазе у другу рунду где ће играти против Лос Анђелес лејкерса. Јута губи први две утакмице у Лос Анђелесу, али такође осваја две у Солт Лејк Ситију. Џез губи пету игру и бива елиминисан после шесте. Џез није правио никакве велике измене у тиму између сезона.
Током 2008–09 сезоне, џез и даље успева да остане скоро непобедив у Солт Лејк Ситију, док су изван њега имали потешкоћа. Такође, три најбоља играча Јуте су имали честих здравствених проблема: Вилијамс је пропустио 13 од првих 15 игара, Бузер је пропустио преко пола мечева, док је Окур пропустио велики део сезоне због својих сопствених повреда, као и због здравственог стања његовог оца, због којег се он враћа у Турску. Власник џеза, Лари Х. Милер је 20. фебруара 2009. године умро због потешкоћа са дијабетесом. Његов син, Грег Милер, постаје нови власник клуба. Завшавају сезону са 48–34 резултатом, спадајући на осмо место у западној дивизији, након чега су елиминисани у првој рунди плеј-офова од стране Лос Анђелес лејкерса.
Та сезона је била последња за дугогодишњег коментатора Рода Хандлија, који је најавио своје пензионисање након што је био са Јута џезом од њиховог оснивања (35 година).
На 2009 НБА драфту, џез бира Ерика Мејнора који би требао бити замена Вилијамсу, ако то буде било неопходно. Ветеран Мет Харпринг се пензионисао рекавши да је то урадио због физичких повреда које је добио због свог стила игре. Јављале су се гласине да Бузер жели размену, што је следило из других гласина да џез жели да га пошаље у други тим иако је он одлучио да ће продужити свој уговор. Џез је касније изјавио да нема никакве планове за размену Бузера, који је остао са тимом улазећи у 2009–10 сезону. Џез је такође довео рукија Веслија Метјуса након импресивног тренинга у кампу.
Како је 2009–10 сезоне отпочела, џез је имао 19–17 резултат. Тим је направио више измена, једна од којих је послала Мејнора у Оклахома Сити тандер и друга која је послала Ронија Бруера у Мемфис гризлисе, што је Вилијамс јавно критиковао. Бруерова размена је Метјусу отворила позицију у првом тиму. Такође, Вилијамс је по први пут изабран за ол-стар игру и, након контроверзне међу-сезоне, Бузер се побољшао у свим аспектима у односу на претходну сезону, пропустивши само четири игре због својих повреда. Наговестио је да ће радо остати у Јути дугорочно. Након што се опоравио од повреде на почетку сезоне. Кајл Корвер поставља рекорд за проценат погођених трица у сезони.
Џез сезону завршава са 53–29 резултатом и, након тајбрејкера са Денвером, они бивају спојени са нагетсима у првој рунди плеј-офова. Кириленком, који је пропустио 13 од 15 последњих мечева у сезони, је дан пред прве рунде плеј-офова поново погоршао своју рану, те је и овај меч морао пропустити, док се Окур повредио у првом мечу, након чега пропушта остатак плеј-офова. Упркос повредама, џез је играо довољно добро да победи Денвер са 4–2 резултатом. Џез је после тоге трећу узастопну годину елиминсан од стране Лос Анђелес лејкерса из плеј-офова, овај пут резултатом 4–0.

### 2010–2013: Милсап/Џеферсон ера
На 2010 НБА драфту, Јута џез су изабрали Гордона Хејварда и Џеремија Еванса.
Бузер је 7. јула 2010. године пристао на петогодишњи уговор од 80 милиона долара са Чикаго булсима. Такође, Карл Корвер је потписао уговор са булсима два дана касније. Тачни услови уговора нису објављени, али неколико извора је рекло да је то трогодишњи уговор вредан 13 милиона долара. Весли Метјус је 10. јула 2010. године потписао петогодишњи уговор са Портленд трејлблејзерсима вредан 33 милиона долара.
Мање од недељу дана након Бузеровог одласка, џез доводи Ала Џеферсона из Минесоте за Косту Куфуса, као и два НБА драфт избора у првој рунди. Ража Бел је такође примљен на трогодишњем уговору вредном 10 милиона долара.
15. јуна 2010. године, џез открива нови лого и шему боја, када су вратили стари лого 'музичке ноте'. Нове дресове тим представља 16. августа.
Џез је Кирилу Фешенку у јуну 2010. године послао уговор који је џезу дозвољавао да понуди исту понуду коју је Фешенко прихватио било којем другом тиму, без обзира да ли је та друга понуда потписана или не. Фешенко је потписао овај уговор 27. септембра 2010. године, дан пре почетка тренирања. Џез је сутрадан довео још два играча пре почетка 2010–11 сезоне: Франциска Елсона и Ерла Ватсона.
Јута је своју 2010–11 сезону отпочела врло добро победивши осам узастопних мечева на самом почетку, док су средином јануара имали 27–13 резултат. Ипак, они нису наставили овим темпом и изгубили су 10 од својих следећих 14 утакмица. Након 31–23 резултата после пораза од стране Чикаго булса 10. фебруара 2011. године, тренер Џери Слоун напушта клуб, као и асистент Фил Џонсон. Други Слоунов асистент, Тајрон Корбин, је именован за тренера док Скот Лејден, други асистент, такође остаје у клубу. Недељу дана касније, Јута унајмљује бившег џез играча, Џефа Хорнасека, као асистента тренера.
23. фебруара 2011. године, џез шаље Дерона Вилијамса у Њу Џерси нетсе, док за узврат добијају Дерика Фејворса и Девина Хариса, као и два избора у првој рунди драфта. Постојале су гласине да се Вилијамс пре меча са Чикаго булсима посвађао са тренером Слоуном, што је довело до његовог напуштања клуба, а касније и до џезове одлуке да га замене за друге играче.
Док је Вилијамс био под уговором 2011–12 сезоне. са опцијом играча 2012–13 за 17.7 милиона долара. Извршни директор џеза, Грег Милер, је изјавио да они нису били у могућности да му продуже уговор, рекавши: "Иако никада нисам видео неке индикације да неће остати код нас, никада нисам видео индикације да хоће.". Џез је наставио да се мучи у преосталом делу сезоне, завршивши са 39–43 резултатом на 11 месту у западној конференцији, тиме пропустивши плеј-офове по први пут од 2006. године.
Џез своја два избора на 2011 драфту користи да доведе Енеса Кантера и Алека Буркса. После краја скраћене 2011–12 сезоне, из џеза одлазе два играча која су најдуже била присутна: Мехмет Окур је послат у нетсе за избор у другој рунди драфта, док је Андреј Кириленко, који је играо у Русији током 2011–12 сезоне када му је истекао уговор, одлучио да остане у Русији где наставља своју каријеру. Након тога, они такође у тим доводе Џоша Хауарда и Џамала Тинслија.
Јута џез касније шаље Девина Хариса у Атланта хоксе, док за узврат добијају Марвина Вилијамса.
Џез користи свој избор на 2012 НБА драфту да доведе Кевина Марфија. Такође су под уговором довели Моа Вилијамса и Рендија Фоју, обојица из Лос Анђелес клиперса, а такође су продужили уговор Џеремију Евансу и Тинслију. Вишегодишњи џез играч, Ц. Ј. Мајлс одлучује да прелази у Кливленд. Џез такође поставља Дениса Линдсија на позицију генералног менаџера, као и Кевина О’Конора на позицију потпредседника кошаркашких операција.
Скот Лејден, дугогодишњи асистент тренера у Јути, напушта клуб како би се прикључио Сан Антонио спарсима.

### 2013–2017: Хејвард/Гоберт ера
Пре почетка 2013–14 сезоне, Јута не успева да задржи ни Пола Милсапа, ни Ала Џеферсона. Милсап је прешао и Атланта хоксе, док се Џеферсон прикључује Шарлот бобкетсима. Џеф Хорнасек је у међувремену постао тренер Финикс санса. 14. марта 2014. године. џез је званично елиминисан из плеј-офа након 96–87 пораза против Лос Анђелес клиперса.
27. јуна 2013. године, Руди Гобер је изабран на 2013 НБА драфту од стране Денвер нагетса, али је исте ноћи послат у Јута џез, са којима се пријављује за 2013 НБА летњу лигу.
20. маја 2014. године, Џез свој избор у НБА драфту користи на осамнаестогодишњем аустралијанцу Дантеу Ексуму. Како су имали још два избора, они бирају Роднија Худа, као и Џарнела Стоукса, који је убрзо послат у Мемфис гризлисе за избор у другој рунди следећег драфта.
6. јуна 2014. године, Квин Снајндер постаје осми тренер у историји клуба. Снајдер потписује трогодишњи уговор са могућношћу продужетка на четврту годину. Пре него што је дошао у Јуту, он је био асистент тренера у Атланта хоксима, Лос Анђелес клиперсима, Филаделфија севентисиксерсима и Лос Анђелес лејкерсима.
Џез је 2015–16 сезону завршио са 40–42 резултатом, што их је поставило на девето место у западној конференцији, али тиму је фалила само једна победа како би се квалификовали у плеј-офове.
2016–17 сезону џез завршава са 51–31 резултатом због чега се налазе на петом месту западне дивизије и квалификују се у плеј-офове. Они побеђују Лос Анђелес клиперсе у првој рунди плеј-офова (што би била прва џезова победа у плеј-офовима од 2010. године), а у другој рунди губе против Голден Стејт вориорса резултатом 4–0. Гордон Хејвард и Руди Гобер су постајали све релевантнији 2017. године. Након што је одиграо неколицину солидних сезона у претходним годинама, Хауард је именован за НБА ол-стара.
Хејвард напушта џез како би се прикључио Бостон селтиксима 4. јула 2017. године, што је најавио у писму објављеном у магазину. Хејвардов уговор је финализован 14. јула 2017. године.

### 2017–данас: Мичел/Гобер ера
22. јуна 2017. године, Донован Мичел је изабран у 2017 НБА Драфту од стране Денвер нагетса, који су га одмах послали у Јута џез, како би за узврат добили Тре Лајлса. Џез је такође довео Рикија Рубиа у свој клуб.
Џез своју 2017–18 сезону отпочиње лоше, како Гобер рано бива повређен док остатак тима не испуњава сва очекивања, те на крају децембра имају 17 победа и 21 пораз. У другој половини сезоне, руки Мичел улази у сталну поставу након чега он предводи тим (и остале рукије) у броју поена, убрзо након чега обара НБА рекорд за број погођених трица од стране рукија. Ситуација у тиму се драстично побољшала, поготово након повратка Гобера и побољшане игре Рубиа. Џез своју сезону завршава са 48–34 резултатом. Они ће у плеј-офовима победити Оклахома Сити тандер у првој рунди, док ће у другој рунди бити поражени од стране Хјустон рокетса. Након те сезоне, Руди Гобер је проглашен за најбољег одбрамбеног НБА играча године, док Донован Мичел, Квин Снајдер и Денис Линдси бивају другопласирани за рукија године, тренера године и извршника године.
Од 2018–19 сезоне се очекивало да буде успешна за џез, поготово након изненађујућег успеха и побољшања током претходне сезоне, али то неће бити случај јер су већ на крају новембра спали на десето место у западној конференцији. Лоши резултати се настављају у децембру када се Мичел и даље мучи са својим шутирањем.
Ипак, у новој години, Мичелова игра се знатно побољшава, дижући просечан број поена по мечу на 27.7. Целокупна игра џеза је била квалитетнија што се више ближио крај сезоне, те су они на крају завршили сезону са 50–32 резултатом. У првој рунди плеј-офова, џез се поново суочава против Хјустон рокетса, који су такође нешто лошије отпочели своју сезону, али ипак се испоставило да џез и даље није потпуно у форми, изгубивши серију против Хјустона резултатом 4–1.
10. маја 2019. године џез је унапредио Дениса Линдсија на позицију извршног потпредседника кошаркашких операција, а Џастина Заника на позицију генералног менаџера.
Током међу-сезоне 2019. године, Јута је у свој клуб довела Џефа Грина, Мајка Конлија Јуниора, Еда Дејвиса, Бојана Богдановића и Емануела Мудиеја, док су Дерик Фејворс, Кајл Корвер, Џеј Краудер, Раул Нето у Рики Рубио напустили клуб. Спортски медији су ове промене сматрали позитивним.
Првог дана 2019–20 сезоне, најављено је да ће Јута 2023. године бити домаћин НБА ол-стар игре, што означава други пут да се овај догађај одвија тамо; први пут се то догодило 1993. године.
24. децембра 2019. године, џез су изјавили да су отпустили Џефа Грина, док су Дантеа Ексума послали Кливленд кавалирсима, од њих добивши Џордана Кларксона, што је врло добро прихваћено од стране спортских медија, али је делимично разочарало поједине џез фанове који су се надали да ће Ексум постати значајан играч у франшизи која га је драфтовала.
30. јануара 2020. године, Гобер и Мичел су били резерве у 2020 НБА ол-стар мечу, што је био први пут од 2007. године да је више Јута џез играча изабрано за ол-стар меч. У марту 2020. године, Гобер и Мичел су добили дијагнозу за COVID-19, чиме Јута џез постаје прва велика спортска франшиза коју је погодила ова болест, што је довело до суспендовања свих предстојећих НБА игара у сезони.

## Ривалства

### Хјустон рокетси
Јута џез је против Хјустон рокетса играла 8 пута у плеј-офовима, победивши 5 од њих. Рокетси су освојили две НБА титуле (1994. и 1995. године) док су у том процесу елиминисали џез оба пута.

### Лос Анђелес лејкерси
Оба пута када се Јута квалификовала за НБА финале, то је урадила победивши Лос Анђелес лејкерсе у конференцијском финалу, док сваки пут када су се лејкерси пласирали у НБА финале, они су претходно елиминисали Јуту у првој рунди плеј-офова или конференцијским полу-финалима. Током 2012–13 године, џез и лејкерси су се такмичили за осмо место у западној конференцији, али џез није успео да се квалификује за 2013 НБА плеј-офове.

### Денвер нагетси
Џез има регионално ривалство са Денвер нагетсима. Оба клуба се географски налазе у Стеновитим планинама, а такође су од 1979. године увек били у истој дивизији.

## Дворане
- Лојола филд хаус (1974–1975)
- Мунисипал аудиторијум (1974–1975)
- Луизијана супердоум (1975–1979)
- Солт пелес (1979–1991)
- Вивинт смарт хоум арена (претходно позната као Делта центар и Енерџи солушнс арена; 1991–данас)

## Маскота
Џез бер (џез медвед) је маскота клуба која је представљена лиги 4. новембра 1994. године. Џез бер често на полу-времену на терен изађе на мотоциклу.

## Повучени бројеви
| Повучени бројеви | Повучени бројеви | Повучени бројеви | Повучени бројеви |
| Број             | Играч            | Позиција         | Године           |
| ---------------- | ---------------- | ---------------- | ---------------- |
| 1                | Френк Лејден     | тренер           | 1981–1988        |
| 4                | Адриан Дантли    | крило            | 1979–1986        |
| 7                | Пит Маравић      | бек              | 1974–1979        |
| 9                | Лари Х. Милер    | власник          | 1985–2009        |
| 12               | Џон Стоктон      | бек              | 1984–2003        |
| 14               | Џеф Хорнасек     | бек              | 1994–2000        |
| 32               | Карл Мелоун      | крило            | 1985–2003        |
| 35               | Дарел Грифит     | бек              | 1980–1991        |
| 53               | Марк Итон        | центар           | 1982–1993        |
| 1223             | Џери Слоун       | тренер           | 1988–2011        |
|                  | Род Хандли       | коментатор       | 1974–2009        |

## Играчи

### Лидери франшизе
Освојено поена (унутар сезоне) (пре почетка 2019–20 сезоне)
1. Карл Малон(36,374)
2. Џон Стоктон (19,711)
3. Адриан Дантли (13,635)
4. Дарел Грифит (12,391)
5. Турл Бејли (9,897)
6. Андреј Кириленко (8,411)
7. Пит Маравић (8,324)
8. Гордон Хејвард (8,077)
9. Дерон Вилијамс (7,576)
10. Мехмет Окур (7,255)
11. Дерик Фејворс (6,967)
12. Рики Грин (6,917)
13. Џеф Хорнасек (6,848)
14. Карлос Бузер (6,821)
15. Пол Милсап (6,713)
16. Брајон Расел (5,752)
17. Мет Харпринг (5,604)
18. Марк Итон (5,216)
19. Џеф Малон (5,158)
20. Руди Гобер (4,524)
21. Ал Џеферсон (4,089)
22. Рич Кели (4,044)
23. Ерон Џејмс (3,829)
24. Алек Буркс (3,671)
25. Боб Хансен (3,550)
26. Донован Мичел (3,445)
27. Џеф Вилкинс (3,445)
28. Грег Остертаг (3,425)
29. Ц. Ј. Мајлс (3,264)
30. Џо Инглс (3,253)